# Placówka Straży Granicznej II linii „Przemyśl”
Placówka Straży Granicznej II linii „Przemyśl” – jednostka organizacyjna Straży Granicznej pełniąca służbę ochronną na granicy polsko-czechosłowackiej w okresie międzywojennym.

## Formowanie i zmiany organizacyjne
Rozporządzeniem Prezydenta Rzeczypospolitej Polskiej Ignacego Mościckiego z 22 marca 1928 roku, do ochrony północnej, zachodniej i południowej granicy państwa, a w szczególności do ich ochrony celnej, powoływano z dniem 2 kwietnia 1928 roku  Straż Graniczną.
Rozkazem nr 5 z 16 maja 1928 roku w sprawie organizacji Małopolskiego Inspektoratu Okręgowego dowódca Straży Granicznej gen. bryg. Stefan Pasławski określił strukturę organizacyjną komisariatu SG „Dwernik”. Placówka Straży Granicznej II linii „Sanok” znalazła się w jego strukturze. W uzupełnieniu do komunikatu dyslokacyjnego z 11 kwietnia 1930 komendanta Straży Granicznej płk. Jan Jur-Gorzechowski zniósł placówkę Straży Granicznej II linii „Sanok”, a jednocześnie powołał placówkę Straży Granicznej II linii „Przemyśl” z przydziałem do IG „Sambor”, komisariat SG „Borynia”.